# Les Grandes-Ventes
Les Grandes-Ventes är en kommun i departementet Seine-Maritime i regionen Normandie i norra Frankrike. Kommunen ligger i kantonen Bellencombre som tillhör arrondissementet Dieppe. År 2022 hade Les Grandes-Ventes 1 733 invånare.

## Befolkningsutveckling
Antalet invånare i kommunen Les Grandes-Ventes
| Referens: INSEE |